# Джита
Джита са етническа и лингвистична група в Мара в северна Танзания, на брега на езерото Виктория. През 1987 има популация от 217 000 души.
Местните религии са преобладаващи. Разпространено е християнството (35%). 